# Болдридж, Генри Клэренс
Ге́нри Клэ́ренс Бо́лдридж (англ. Henry Clarence Baldridge; 24 ноября 1868, округ Мак-Лейн, Иллинойс — 8 июня 1947, Парма, Айдахо) — 14-й губернатор штата Айдахо.

## Биография
Генри Клэренс Болдридж родился в деревне Карлок штата Иллинойс 24 ноября 1868 года. После обучения в Уэслианском университете он занялся фермерством и подрабатывал преподаванием. В 1896 году Болдридж стал одним из основателей фирмы O’Hara, Baldridge, and Co., занимавшейся продажей зерна. В 1904 году он продал свою долю в компании и переехал в город Парма штата Айдахо, где сделал крупное вложение в торговую компанию E.M. Kirkpatrick and Co. В 1909 году Болдридж продал свою долю и в ней, чтобы основать собственный магазин по продаже металлических изделий и инструментов.
В 1910 году Болдридж стал членом Палаты представителей Айдахо от республиканцев. Двумя годами позже он сенатором штата. С 1922 по 1926 годы, при губернаторе Чарльзе Муре, Болдридж занимал должность вице-губернатора. В 1926 году ему удалось победить на выборах в губернаторы Айдахо. В этой должности он находился на протяжении двух сроков: с 1927 по 1931 годы.
Некоторые достижения Генри Болдриджа за время губернаторства:
- постройка нескольких новых зданий при Университете Айдахо, в том числе целый кампус в Покателло;
- введение налога на бензин;
- постройка тюрьмы для лиц, совершивших преступление в первый раз;
- значительное повышение уровня занятости;
- сбалансированность бюджета штата.

С 1943 по 1945 годы Болдридж занимал должность уполномоченного по благотворительным вкладам. Генри Болдридж был женат на Коре Мак-Крейтон, от которой имел двоих детей. Он скончался 8 июня 1947 года.